# OJ da Juiceman
Отис Уильямс-младший (англ. Otis Williams.Jr; род. 23 ноября 1981, Атланта, Джорджия), более известный под сценическим именем OJ Da Juiceman — американский рэпер, автор песен. Он основал лейбл 32 Entertainment.

## Биография
Отис Уильям-младший рос с матерью одиночкой в восточной части Атланты, Джорджия. В начале 1990-х Уильямс встретил рэпера Gucci Mane. Оба рэпера проживали в одном и том же комплексе апартаментов. Juiceman начал свою музыкальную карьеру после заключения контракта с лейблом Never Again Records. После создания своего лейбла 32 Entertainment, OJ выпустил на нём 6 микстейпов.

## Карьера

### 2006—2010:The Otha Side of the Trap
В OJ Da Juiceman’а стреляли восемь раз, этот случай произошёл 4 апреля 2009. Стрельба навсегда оставила его хромым. После выпуска более десятка микстейпов, на которых хостами выступили такие диджеи как DJ Drama, Trap-A-Holics, DJ Holiday, DJ 5150, OJ Da Juiceman основал 32 Entertainment и подписал контракт с Asylum Records. В 2009 году OJ выпустил дебютный альбом на Asylum Records, и его дебютный альбом в целом — «The Otha Side of the Trap», содержащий новые треки и треки, которые были выпущены на предыдущих микстейпах. Альбом включал в себя сингл "I’m Gettin Money " и ещё один сингл, записанный совместно с Gucci Mane’ом — «Make tha Trap Say Aye». Juice также появился на сингле Jadakiss — «Who’s Real», на сингле Ар Келли «Supaman High» и выпустил микстейп «Alaska n Atlanta» под покровительством DJ Holiday

### 2010-present:The Otis Williams Jr. Story
Второй альбом OJ получил название «The Otis Williams Jr. Story». В 2011 и 2012 году Juice выпустил несколько микстейпов, продвигая свой лэйбл 32 Entertainment. Его последний микстейп 6 Ringz 2 (The Playoffs Edition) был выпущен 2 марта 2013. Микстейпы были продюсированы такими диджеями Lex Luger, Metro Boomin & 808 Mafia. После конфликта с Gucci Mane, который произошёл в Twitter в сентябре 2013, OJ Da Juiceman заявил, что он никогда официально не был подписан на лейбл «1017 Brick Squad». 20 сентября 2013 года, OJ Da Juiceman сказал что альбом «The Otis Williams Jr. Story» будет выпущен в цифровом виде 23 ноября 2013 года на лейбле 32 Entertainment. 11 февраля 2014 OJ Da Juiceman совместно с DJ Holiday выпустил микстейп «Alaska in Atlanta 2» 32 Entertainment — музыкальный лейбл, располагающийся в Атланте, Джорджия. Звукозаписывающая компания была основана в 2007 году OJ Da Juiceman’om. В настоящее время работает вне друг от друга.

## Дискография
- On Da Come Up (2007)
- Hood Classics Extra (2007)
- Juice World (2008)
- The Come Up, Pt. 2 (2008)
- Bouldercrest Working (2008)
- Culianry Art School (2008)
- I Got The Juice (2008)
- The Otha Side of the Trap (2009)
- Alaska In Atlanta (2009)
- 6 Ringz (2009)
- O.R.A.N.G.E. (2009)
- The Otis Williams Jr. Story (2014)
- On Da Come Up 2 (2016)
- Math Class 2: Summa School Edition (2017)
- 32 Trenches (2017)
- Da Trap Boss (2018)
- 6 Ringz 4 (2019)
- Alaska n Atlanta 3 (2021)